# Anmeldemaske
Eine Anmeldemaske ist eine Bildschirmmaske die der Authentifizierung eines Benutzers an einem Computersystem dient.
Sie besteht meist nur aus einem Benutzernamen und einem Passwort:
#Login: Hier würde man den Benutzernamen eingeben

#password: Hier gibt man das Passwort ein
Bei sehr restriktiven Anwendungen ist dies die einzige Maske, die ohne Authentifizierung aufgerufen werden kann (vgl. z. B. Anmeldemaske von Windows).